# Boris Schmitz
Boris Alexander Schmitz (* 1962 in Wuppertal) ist ein deutscher Violinist.

## Biografie
Boris Schmitz wurde 1962 in Wuppertal geboren und nahm im Alter von fünf Jahren erstmals Unterricht an der Violine. Nach ersten öffentlichen Auftritten mit neun Jahren begann er mit zwölf sein Musikstudium in einer Violinklasse an der Hochschule für Musik und Tanz Köln (Abteilung Wuppertal).
1977 war er Meisterschüler von Max Rostal in Köln. Im gleichen Jahr spielte er das erste Mal das Violinkonzert e-Moll von Felix Mendelssohn Bartholdy vor Konzertpublikum. Ab 1979 setzte er seine Studien unter Igor Ozim und Leonid Kogan fort.
Mehrfach mit Preisen und Auszeichnungen geehrt, gab Schmitz als Solist seitdem zahlreiche Violinkonzerte in allen Teilen der Welt. Er ist Gründungsmitglied des Silberman Klaviertrios und musiziert mit zahlreichen weiteren bekannten Musikern wie dem Amadeus-Quartett, dem Quartetto Italiano, Rudolf Haenel, Alison Lander, Sergej Leipson, Günther Ludwig, Derek Han (Klavier), Alain Meunier, Boris Pergamenschikow (Cello), Chan-Joo We (Bratsche) und Bruno Garbarino (Klarinette) in Kammerkonzerten.

## Preise und Auszeichnungen
- 1983: Preisträger des Paganini-Wettbewerbs in Genua (5. Platz)
- 1983: Preisträger des Curci Wettbewerbs in Neapel
- 1983: Förderpreis des von der Heydt-Kulturpreises der Stadt Wuppertal
- 1984: Gewinn des Violinwettbewerbs der deutschen Musikhochschulen in Frankfurt
- 1984: Jürgen-Ponto-Preis
- 1985: ARD-Kulturpreis 300 Jahre Johann Sebastian Bach